# حسن السائح
حسن السائح ، هو أستاذ و كاتب و مؤرخ مغربي . ولد بمدينة الرباط سنة 1930 .

## مسيرته
- حاصل على دبلوم الدراسات العليا في التاريخ من كلية الآداب والعلوم الإنسانية بالرباط سنة 1965 .
- عمل مدرسا بالتعليم الثانوي بالرباط ثم رئيسا لمصلحة التعليم الأصيل فمفتشا. يشتغل حاليا بالتعليم العالي .

## من مؤلفاته
- التربية الدينية: 3 أجزاء/ ( السائح حسن، إدريس بن الاشهب، سليمان موسى، محي الدين الحلواني، الصادق عفيفي، مطبعة دار الثقافة، بيروت، 1963 ).
- دفاعا عن الثقافة المغربية
- نظرات في القصة والمسرحية في الأدب المغربي
- تاج المفرق في تحلية علماء المشرق ( ساهم في تحقيقه )
- الحضارة الإسلامية في المغرب